# Taufiq Ismail

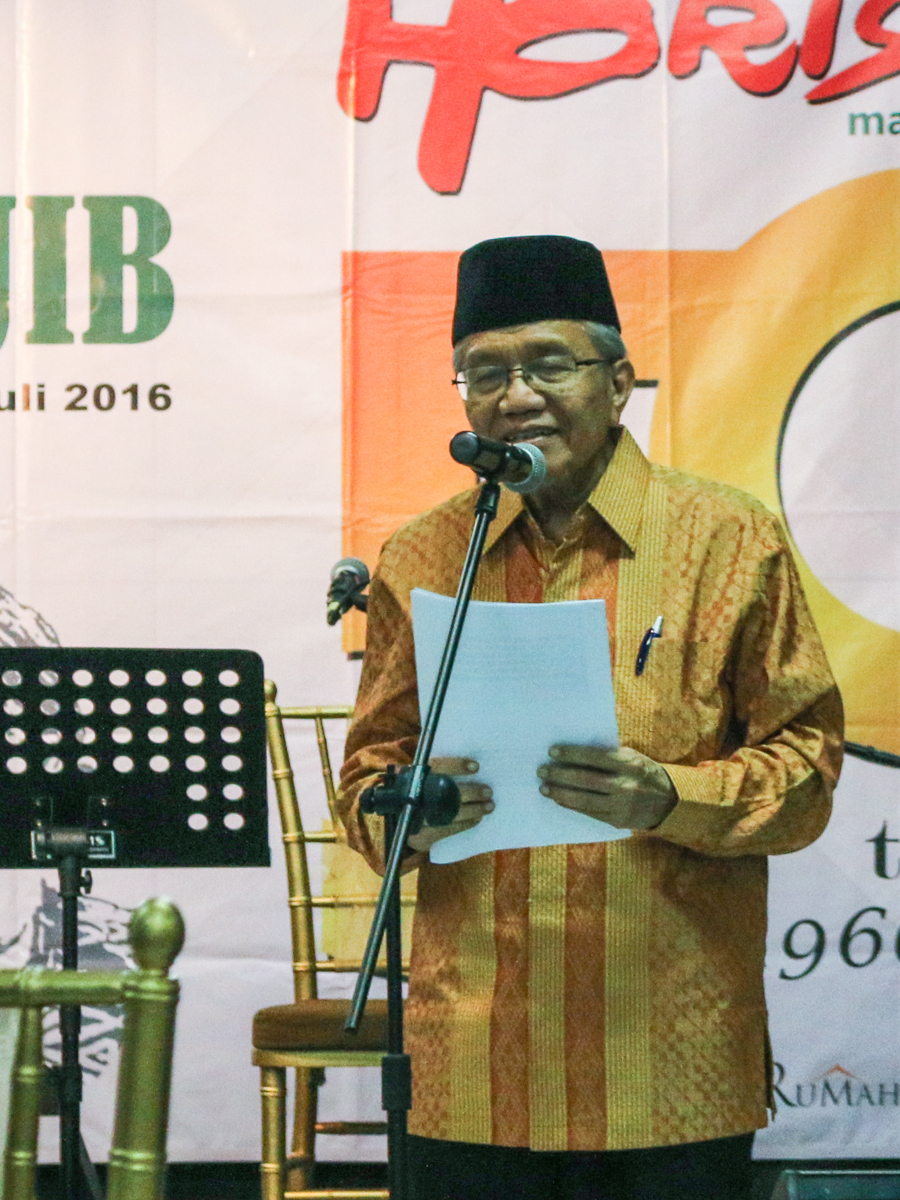
Taufiq Ismail, 2016

Taufiq Ismail (* 25. Juni 1935 in Bukittinggi, Provinz Westsumatra) ist ein indonesischer Lyriker und Autor von Kurzgeschichten und politischen Schriften. 
Taufiq Ismail entstammt einer Lehrer- und Journalistenfamilie und gehört der ethnischen Gruppe der Minangkabau an. Als junger Bibliothekar lernte er u. a. Werke von Karl May kennen. Als Stipendiat an einer High School in Milwaukee las er Edgar Allan Poe, Robert Frost, Walt Whitman und Hemingway. Er studierte in den USA, Kairo und an der Universitas Indonesia. Seine Schriftstellerkarriere begann in den 1960er Jahren. Als Pionier der Generation 66 kritisierte er die Zensurpolitik Sukarnos. Er wurde Mitherausgeber der Zeitschrift Horison. Seine politischen Stellungnahmen führten dazu, dass er eine Lehrtätigkeit aufgeben musste. Auch spätere Regierungen wurden von ihm kritisiert.  
Seine Arbeiten wurden ins Englische und Russische übersetzt. Im Ausland erhielt er dafür verschiedene Literaturpreise. Zur Frankfurter Buchmesse 2015 wurden Gedichte von ihm in deutscher Übersetzung in einer Anthologie publiziert.

## Werke
- Manifestasi (1963) (mit Goenawan Mohamad, Hartojo Andangjaya u. a.; indonesisch)
- Stop Thief! (1997) In: Black Clouds over the Isle of Gods, Hrsg. D. Roskies, M.E. Sharpe. ISBN 978-0-7656-0033-2 (englisch)